# 超神英雄
《超神英雄》（又译作）是一个S2 Games开发并发行的MOBA电子游戏，游戏內容类似《魔兽争霸III》知名场景DotA，並支持x86平台的Windows、Linux和Mac OS X，更是世界上第一个拥有独立客户端的MOBA网游。

## 历史
Dota作者Icefrog 提及，数年前S2 Games寻求他同意制作作品，他没有意见，认为竞争和长期效应是好的，只要DotA有人关注，他就开发下去。
2008年7月左右，社区网站出现消息，S2 games正在研发一个不是Savage 3的游戏，更多信息等到临近完成才可知。现在这个游戏极度接近《魔兽争霸III》知名场景DotA，並提供了更好的图形效果、VoIP支持和其他效果。
2010年，获得独立游戏节观众奖。
2015年5月5日，Garena 宣布正式收購 AOS（Aeon of Strife）類線上遊戲 Heroes of Newerth與整個研發團隊 S2 Games，S2 Games加入 Garena 旗下北美 Frostburn Studios。Frostburn Studios 承諾將更加壯大他們的研發團隊，同時引進更多遊戲專門人才，來滿足《HON》玩家的需求。此次收購是全體研發團隊都加入 Garena，因此不管在遊戲研發或是各地區營運皆不受影響。
2022年6月20日，由于运营原因而彻底关闭服务器。

### 中国大陆运营
- 2013年11月30日，腾讯游戏在其TGC游戏展上，正式宣布与竞乐公司合作代理《超神英雄》。[2]
- 2014年3月18日，开启删档封测，推出40个试玩英雄。[3]
- 2014年8月20日，开启内测，推出HON4.0版本部分内容。[4]
- 2014年11月6日，开启不删档内测，游戏服务器24小时开机。[5]
- 2015年3月24日，开启全新地图/UI，并更新版本号为0.9.1.1。[6]
- 2016年1月1日，官方YY停止运营，官方论坛停止维护，游戏正常开服。
- 2016年2月26日，游戏停服。
- 2016年3月14日，所有官方网站均无法访问。

### 重製版本
2025年1月28日，由S2 Games和Frostburn Studios前領導階層創立的Kongor Games宣布將推出遊戲的重製版，名為《超神英雄：重生》（Heroes of Newerth: Reborn）。重生基於發行平台iGames的新引擎構建，將免費暢玩，發行時將包含80位回歸英雄，並帶來全新用戶介面和遊戲內容等新功能。

## 電競賽事相關

### 超神英雄职业联赛
超神英雄职业联赛（HONTOUR）是面向国内玩家的首个职业赛事。联赛分为季前赛，常规赛和季后赛三个部分。
2015年10月-11月将举行职业联赛第一季的季前赛。季前赛将通过线上预选赛角逐出四强队伍晋级线下总决赛，4支队伍将在线下争夺高达100w的冠军奖金。